# Anaglyptus
Anaglyptus is een kevergeslacht uit de familie van de boktorren (Cerambycidae). De wetenschappelijke naam van het geslacht werd voor het eerst geldig gepubliceerd in 1839 door Mulsant.

## Soorten
Anaglyptus omvat de volgende soorten:
- Anaglyptus colobotheoides (Bates, 1884)
- Anaglyptus decemmaculatus (Gressitt, 1935)
- Anaglyptus fasciatus (Thomson, 1857)
- Anaglyptus humerosus (Chevrolat, 1863)
- Anaglyptus nokosanus (Kano, 1933)
- Anaglyptus producticollis Gressitt, 1951
- Anaglyptus rufobasalis Tippmann, 1955
- Anaglyptus bellus Matsumura & Matsushita, 1933
- Anaglyptus meridionalis Matsushita, 1933
- Anaglyptus abieticola Holzschuh, 2003
- Anaglyptus ambiguus Holzschuh, 1992
- Anaglyptus annulicornis (Pic, 1933)
- Anaglyptus arabicus (Küster, 1847)
- Anaglyptus arakawae (Kano, 1933)
- Anaglyptus bicallosus (Kraatz, 1882)
- Anaglyptus confusus Holzschuh, 1999
- Anaglyptus croesus Pesarini & Sabbadini, 1997
- Anaglyptus danilevskii Miroshnikov, 2000
- Anaglyptus dolosulus Holzschuh, 2006
- Anaglyptus ganglbaueri Reitter, 1886
- Anaglyptus gibbosus (Fabricius, 1787)
- Anaglyptus graphellus Holzschuh, 2011
- Anaglyptus gressitti Holzschuh, 1999
- Anaglyptus higashiyamai Makihara & Hayashi, 1987
- Anaglyptus hilari Castelnau & Gory, 1841
- Anaglyptus hirsutus Gressitt & Rondon, 1970
- Anaglyptus kanssuensis Ganglbauer, 1890
- Anaglyptus longispinis (Gardner, 1939)
- Anaglyptus luteofasciatus Pic, 1905
- Anaglyptus malickyi Holzschuh, 1991
- Anaglyptus marmoratus (Holzschuh, 1982)
- Anaglyptus matsushitai Hayashi, 1955
- Anaglyptus mysticoides Reitter, 1894
- Anaglyptus mysticus (Linnaeus, 1758)
- Anaglyptus niponensis Bates, 1884
- Anaglyptus praecellens Holzschuh, 1981
- Anaglyptus residuus Holzschuh, 2010
- Anaglyptus simplicicornis Reitter, 1906
- Anaglyptus subfasciatus Pic, 1906
- Anaglyptus ulmiphilus (Holzschuh, 1982)
- Anaglyptus vicinulus Holzschuh, 1999
- Anaglyptus watsoni (Gahan, 1906)
- Anaglyptus yakushimanus Hayashi, 1968